# Haims

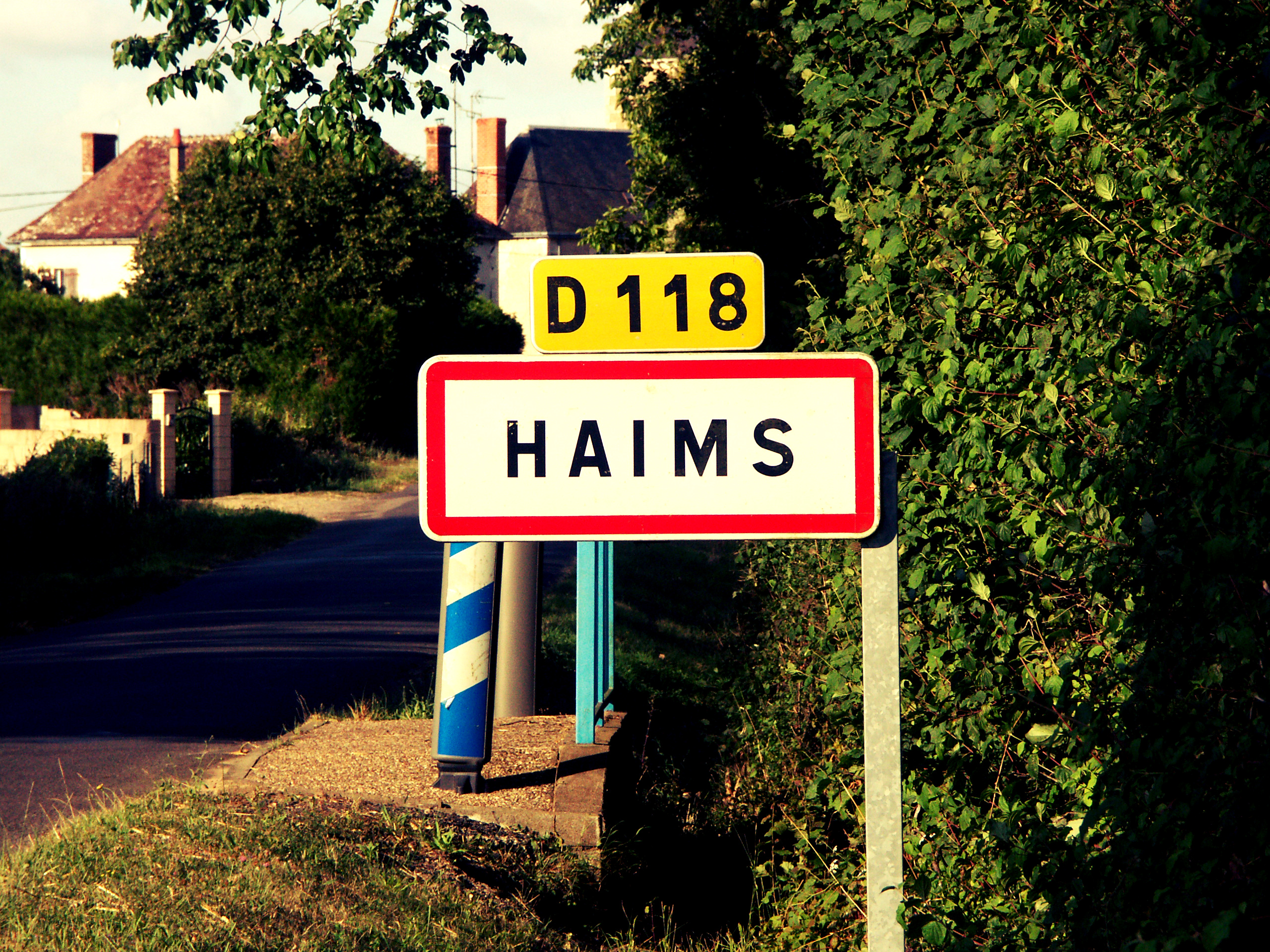
Panneau d'entrée de la commune.

Haims [ɛ̃s] est une commune du Centre-Ouest de la France, située dans le département de la Vienne en région Nouvelle-Aquitaine.

## Géographie

### Communes limitrophes
|         | Villemort | Béthines |
| Antigny | Haims     |          |
| Jouhet  |           | Journet  |

### Géologie et relief
La région de Haims présente un paysage de plaines vallonnées plus ou moins boisées et de vallées. Le terroir se compose :
- de groies profondes (c’est une terre du sud-ouest de la France, argilo-calcaire peu profondes - en général de moins de 50 cm d’épaisseur -, plus ou moins riches en cailloux. Ce  sont des terres fertiles et saines et donc, propices à la polyculture céréalière) sur 17 % du territoire, dans les plaines calcaires,
- d'argile à silex peu profonde pour 55 % et de terres de brandes pour 28 % sur les plateaux du seuil du Poitou ;

La lande est, ici, de type atlantique: elle est souvent dominée par la Bruyère arborescente et l’Ajonc d’Europe qui constituent un couvert difficilement pénétrable pouvant atteindre 3 m de hauteur. Dans ce cas, la lande prend le nom régional de « brandes ». C’est un espace issu de la dégradation et de l’exploitation intensive de la forêt originelle. La lande couvrait jusqu’à la fin du XIXe siècle plusieurs dizaines de milliers d’hectares (90 000 hectares pour le département de la Vienne vers 1877). Cette terre a été largement mise en culture à la suite de défrichements ou boisée avec du pin maritime. Il s’agit maintenant d’espaces marginaux et menacés car considérés comme « improductifs ». Pourtant, la lande joue un rôle majeur pour une biodiversité qui s’est adaptée et a survécu en leur sein et il s’agit également d’un espace refuge pour de nombreuses espèces de mammifères.
En 2006, 86,3 % de la superficie de la commune était occupée par l'agriculture et 13,9 % par des forêts et des milieux semi-naturels. La présence de milieux naturels et semi-naturels riches et diversifiés sur le territoire communal permet d’offrir des conditions favorables à l’accueil de nombreuses espèces pour l'accomplissement de leur cycle vital (reproduction, alimentation, déplacement, refuge). Forêts, landes, prairies et pelouses, cours d’eau et zones humides… constituent ainsi des cœurs de biodiversité et/ou de véritables corridors biologiques.

### Hydrographie
La commune est traversée par 2,5 km de cours d'eau dont les principaux sont la Chambron sur une longueur de 1,5 km et la Salleron sur une longueur de 1 km.
Le manque d'eau a toujours été un problème sur le territoire de la commune. En effet, la commune a un sol très calcaire qui ne garde pas l'eau et elle n'est traversée par aucun autre cours d'eau que la rivière Salleron aux marges du territoire communal. Chaque lieu d'habitation a, donc, été équipé, au cours des âges, de puits et de fosses à boire. Cette fosse est creusée en entonnoir. Le fond est recouvert d'argile blanche permettant de retenir l'eau de ruissellement. Cette eau, après avoir été bouillie, servait à la consommation courante et même pour faire des biberons. On peut, encore de nos jours, voir ces témoignages du travail des hommes pour se procurer de l'eau aux lieudit s: Bechet, Georgets, la Tutaudière et à Puy Franc. La fosse à boire de Bechet date du XIXe siècle, et elle fait 5 m de diamètre.
Par ailleurs, autre témoignage de cette recherche constante d'un accès à l'eau : le bourg de Haims possède six puits. Celui situé dans le jardin public est profond de 18 m, celui sur la place de 30 m.
Autre preuve de ce manque d'eau pour les habitants de ce territoire : les fosses à laver. Elles sont conçues de la même manière que les fosses à boire mais elles sont plus grandes de taille et elles sont de forme rectangulaire. Elles dates de la fin du XIXe siècle ou du début du XXe siècle. Les paysannes y faisaient la lessive une fois par mois. Les femmes qui n'avaient pas accès à des fosses sur leur exploitation agricole, devaient aller jusqu'à Thenet, sur le cours du Salleron, pour laver le linge.
Jusqu'au milieu du XIe siècle, l'accès à l'eau a été une question importante au sein de la communauté des villageois de Haims et a été, quelques fois, la source de disputes.

### Climat
Pour des articles plus généraux, voir Climat de la Nouvelle-Aquitaine et Climat de la Vienne.
Historiquement, la commune est exposée à un climat océanique du nord-ouest.  
En 2020, Météo-France publie une typologie des climats de la France métropolitaine dans laquelle la commune est exposée à un climat océanique altéré et est dans la région climatique  Poitou-Charentes, caractérisée par un bon ensoleillement, particulièrement en été et des vents modérés.
Pour la période 1971-2000, la température annuelle moyenne est de 11,7 °C, avec une amplitude thermique annuelle de 15 °C. Le cumul annuel moyen de précipitations est de 778 mm, avec 11,7 jours de précipitations en janvier et 6,9 jours en juillet. Pour la période 1991-2020, la température moyenne annuelle observée sur la station météorologique la plus proche, située sur la commune de Montmorillon à 9,25 km à vol d'oiseau, est de 0,0 °C et le cumul annuel moyen de précipitations est de 0,0 mm,. Pour l'avenir, les paramètres climatiques de la commune estimés pour 2050 selon différents scénarios d’émission de gaz à effet de serre sont consultables sur un site dédié publié par Météo-France en novembre 2022.

### Voies de communication et transport
la RD 118 reçoit un trafic important de poids lourds. En effet, il s’agit d’une route départementale classée dans le réseau des routes de développement local. Elle permet ainsi d’assurer notamment la liaison Montmorillon – Haims via le village de Rillé sur la commune de Jouhet. Elle est, en effet, empruntée par les camions des silos de Béthines et Haims, de la carrière de Haims et de nombreux engins agricoles.

## Urbanisme

### Typologie
Au 1er janvier 2024, Haims est catégorisée commune rurale à habitat très dispersé, selon la nouvelle grille communale de densité à sept niveaux définie par l'Insee en 2022.
Elle est située hors unité urbaine. Par ailleurs la commune fait partie de l'aire d'attraction de Montmorillon, dont elle est une commune de la couronne,. Cette aire, qui regroupe 18 communes, est catégorisée dans les aires de moins de 50 000 habitants,.

### Occupation des sols
L'occupation des sols de la commune, telle qu'elle ressort de la base de données européenne d’occupation biophysique des sols Corine Land Cover (CLC), est marquée par l'importance des territoires agricoles (86,1 % en 2018), une proportion identique à celle de 1990 (86,1 %). La répartition détaillée en 2018 est la suivante : 
terres arables (64,1 %), zones agricoles hétérogènes (15,3 %), forêts (10,9 %), prairies (6,6 %), milieux à végétation arbustive et/ou herbacée (3,1 %). L'évolution de l’occupation des sols de la commune et de ses infrastructures peut être observée sur les différentes représentations cartographiques du territoire : la carte de Cassini (XVIIIe siècle), la carte d'état-major (1820-1866) et les cartes ou photos aériennes de l'IGN pour la période actuelle (1950 à aujourd'hui).

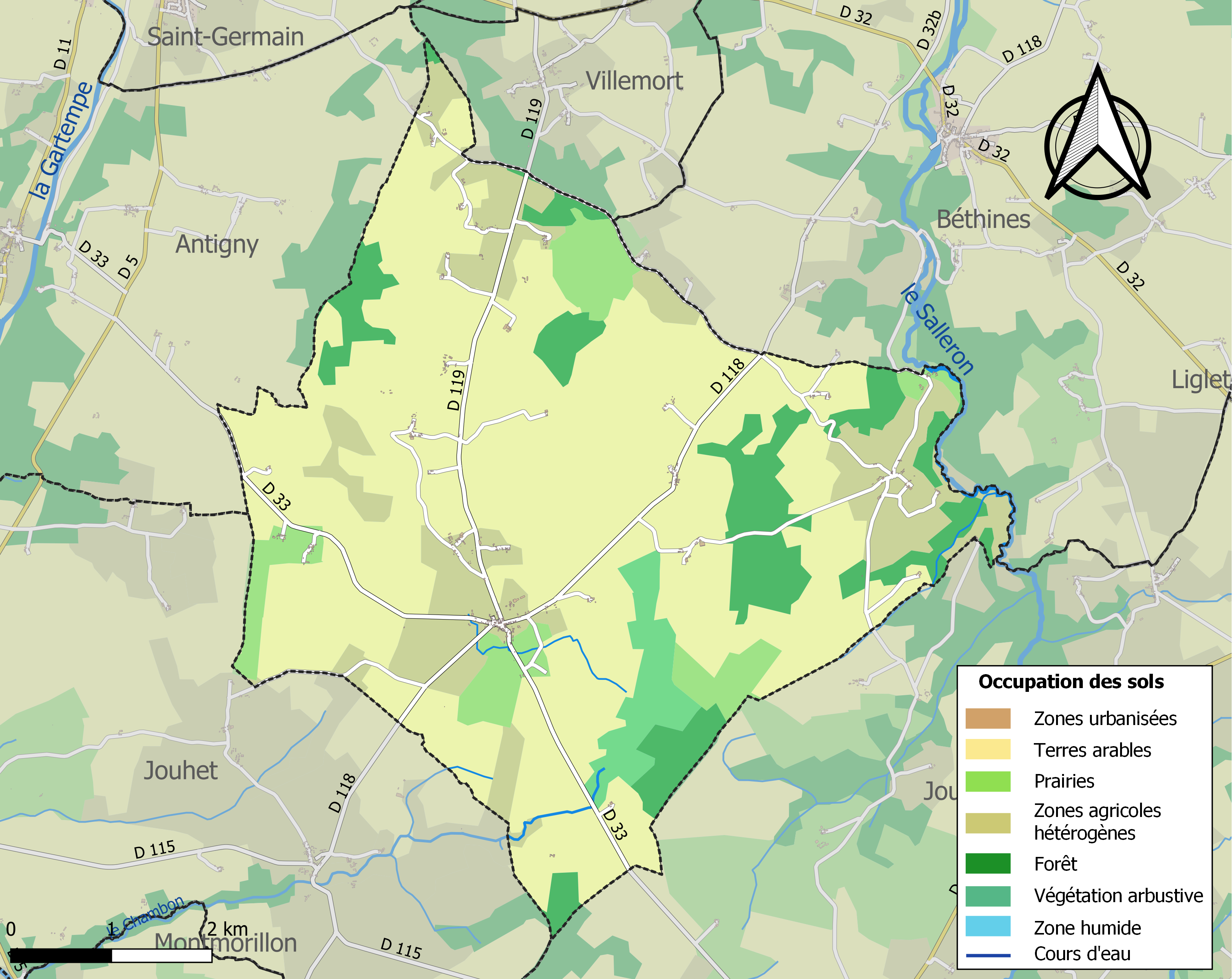
Carte des infrastructures et de l'occupation des sols de la commune en 2018 (CLC).

### Risques majeurs
Le territoire de la commune de Haims est vulnérable à différents aléas naturels : météorologiques (tempête, orage, neige, grand froid, canicule ou sécheresse), inondations, feux de forêts, mouvements de terrains et séisme (sismicité faible). Il est également exposé à un risque technologique,  le transport de matières dangereuses. Un site publié par le BRGM permet d'évaluer simplement et rapidement les risques d'un bien localisé soit par son adresse soit par le numéro de sa parcelle.

#### Risques naturels
Certaines parties du territoire communal sont susceptibles d’être affectées par le risque d’inondation par débordement de cours d'eau, notamment le Salleron. La commune a été reconnue en état de catastrophe naturelle au titre des dommages causés par les inondations et coulées de boue survenues en 1982, 1999 et 2010,.
Haims est exposée au risque de feu de forêt. En 2014, le deuxième plan départemental de protection des forêts contre les incendies (PDPFCI) a été adopté pour la période 2015-2024. Les obligations légales de débroussaillement dans le département sont définies dans un arrêté préfectoral du 29 mai 2015,, celles relatives à l'emploi du feu et au brûlage des déchets verts le sont dans un arrêté permanent du 24 mai 2015,.

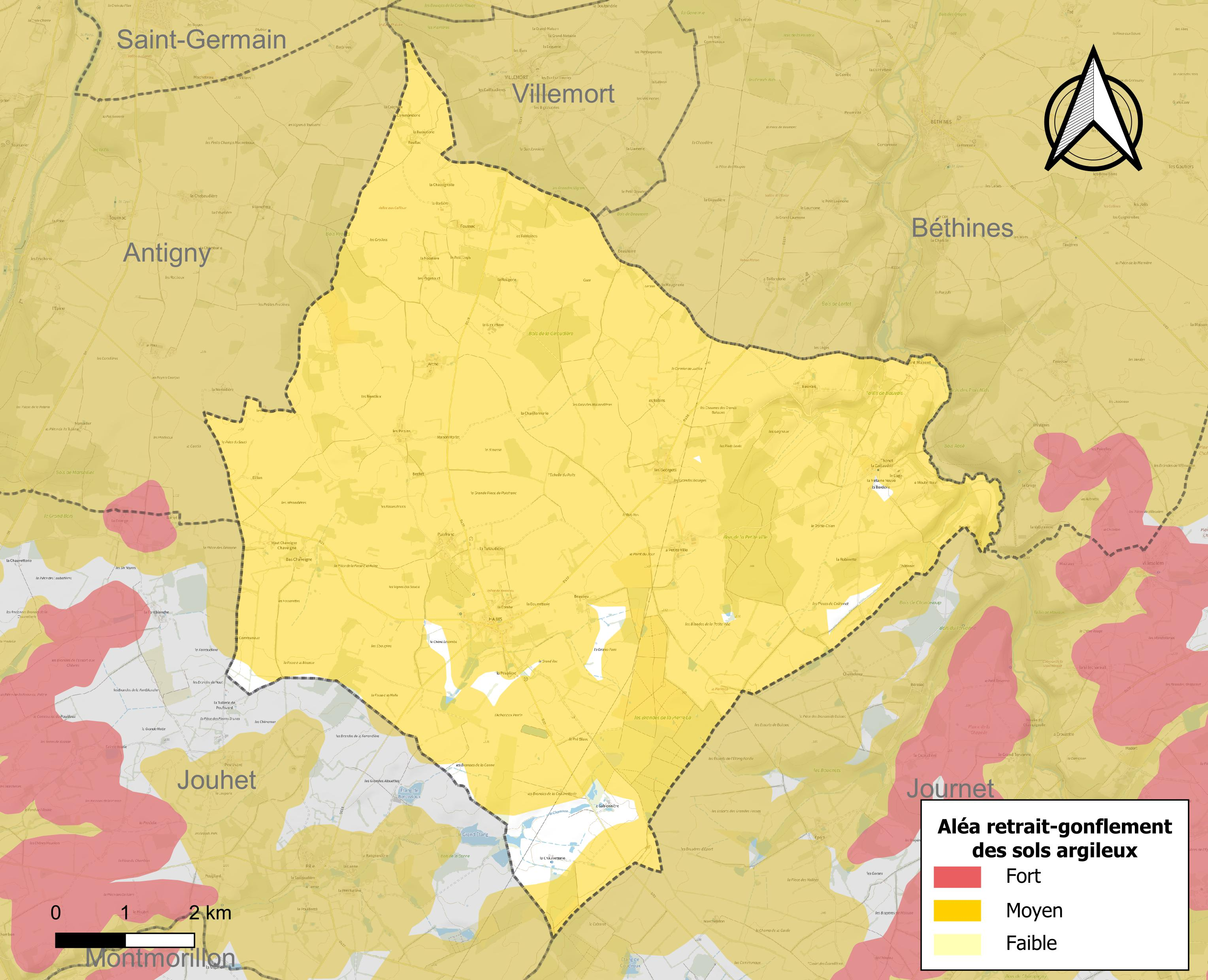
Carte des zones d'aléa retrait-gonflement des sols argileux de Haims.

Les mouvements de terrains susceptibles de se produire sur la commune sont des tassements différentiels. Le retrait-gonflement des sols argileux est susceptible d'engendrer des dommages importants aux bâtiments en cas d’alternance de périodes de sécheresse et de pluie. 96,2 % de la superficie communale est en aléa moyen ou fort (79,5 % au niveau départemental et 48,5 % au niveau national). Depuis le 1er octobre 2020, en application de la loi ÉLAN, différentes contraintes s'imposent aux vendeurs, maîtres d'ouvrages ou constructeurs de biens situés dans une zone classée en aléa moyen ou fort,.
La commune a été reconnue en état de catastrophe naturelle au titre des dommages causés par la sécheresse en 1996, 2011, 2016, 2018 et 2019 et par des mouvements de terrain en 1999 et 2010.

## Habitat
L'habitat est proche du type berrichon. Il se caractérise par l'utilisation de moellons de grès calcaire et de granit, voire d'argile.
Des exemples sont visibles au lieudit Beauvais où des maisons d'ouvriers agricoles construites au XIXe siècle illustrent ce type d'habitat. Les maisons s'alignent de part et d'autre de la rue principale du bourg. Les maisons ont été bâties avec des matériaux locaux et couvertes de tuile plate. L'étage servait de grenier, auquel une lucarne et une échelle donnait accès. À l'arrière de chaque maison, un jardin potager apportait un complément important à l'économie domestique. Chaque façade de maison est percée par une porte et une fenêtre qui éclairent une pièce unique.

## Histoire
Haims est un des plus anciens villages du Trimouillais. Il est mentionné dès 954 sous la forme d'Agenti. De nombreux ferriers témoignent de l'occupation du site pendant l'Antiquité. En effet, sur la commune, huit ferriers ont pu être repérés grâce à des vues aériennes. Les ferriers sont des sites où l'homme de l'Antiquité pratiquait la réduction du minerai de fer dans un bas fourneau et dont, il ne subsiste aujourd'hui que des résidus formant de vastes traces rouges et noires. Ce sont ces plaques qui sont visibles dans les champs par photos aériennes. La découverte d'un mobilier résiduel (tégulac, tessons, céramique, morceaux de paroi ou sol de four) ainsi que l'étude des résidus - laitiers et scories - ont permis la datation de ces implantations humaines soit l'époque gallo-romaine.
Durant la Seconde Guerre mondiale, la position isolée d’Haims, dans une zone où les FFI sont bien implantées, permet l’aménagement d’un terrain d’aviation clandestin, destiné aux opérations pick up. Il est situé au lieudit la Nocelière. Il sert pour l’une des plus importantes opérations de ce type de toute la guerre, puisqu’elle implique trois Lysanders (il n’y a eu que quatre opérations pick up impliquant trois avions durant toute la guerre en France). Dans la nuit du 11 au 12 novembre 1943, les trois avions du squadron 161, après un échec le 9 octobre à cause du mauvais temps, parviennent à localiser le terrain. Mais un seul atterrit, à cause du terrain détrempé, et parvient à déposer ses deux passagers pour en embarquer trois.
Fin juillet 1944, un autre terrain est aménagé pour l’évacuation de SAS anglais, qui combattaient dans la Vienne depuis le début du mois de juin (ceux de l’opération Bullbasket, dont une partie furent massacrés en forêt de Saint-Sauvant). Une piste de 1 300 m est aménagée pour permettre le décollage de deux Lockheed Hudson du squadron 161 de la RAF. Ceux-ci atterrissent dans la nuit du 7 au 8 août, et emportent les 20 SAS anglais survivant, en laissant sur place onze des Français du 3e SAS venus les remplacer. Une autre opération a lieu deux nuits plus tard : un Douglas C-47 de l’US Air Force dépose huit SAS français, avec des mortiers légers et des mitrailleuses Vickers jumelées, et emporte trois SAS anglais, accompagnés de sept pilotes américains qui avaient été abattus derrière les lignes allemandes et recueillis par les maquis français.
Les difficultés liées à l'approvisionnement en eau, tant pour les bêtes que pour les hommes, ont contribué au dépeuplement de la commune après la Deuxième Guerre mondiale. L'adduction en eau n'a été réalisée qu'en 1958. Par la suite, à partir des années 1950, le remembrement, le drainage et l'irrigation ont permis la culture intensive des céréales. Mais de nos jours, la commune devient de plus en plus résidentielle : les surfaces agricoles ont diminué de 28 % de 2000 à 2010 et le nombre d'exploitations agricoles est passé durant la même période de 20 à 12. Le développement résidentiel s'explique par l'offre d'un habitat peu couteux et souvent bien valorisé.

## Politique et administration

### Liste des maires
| Période        | Période                        | Identité             | Étiquette | Qualité                                                              |
| -------------- | ------------------------------ | -------------------- | --------- | -------------------------------------------------------------------- |
| 1945           | 1983                           | Rémi Blanchard       |           |                                                                      |
| 1983           | 17 janvier 2015                | Joseph Grellier      |           | Démissionne pour des raisons de santé.                               |
| janvier 2015   | 21 novembre 2016               | Claude Bardeau       |           | Maire par intérim, puis élu en mars 2015. Décède en cours de mandat. |
| 10 févier 2017 | En cours (au 7 septembre 2023) | Christophe Androdias |           | Fonctionnaire.                                                       |

### Instances judiciaires et administratives
La commune relève du tribunal d'instance de Poitiers, du tribunal de grande instance de Poitiers, de la cour d'appel  Poitiers, du tribunal pour enfants de Poitiers, du conseil de prud'hommes de Poitiers, du tribunal de commerce de Poitiers, du tribunal administratif de Poitiers et de la cour administrative d'appel  de  Bordeaux, du tribunal des pensions de Poitiers, du tribunal des affaires de la Sécurité sociale de la Vienne, de la cour d’assises de la Vienne.

## Démographie
L'évolution du nombre d'habitants est connue à travers les recensements de la population effectués dans la commune depuis 1793. Pour les communes de moins de 10 000 habitants, une enquête de recensement portant sur toute la population est réalisée tous les cinq ans, les populations de référence des années intermédiaires étant quant à elles estimées par interpolation ou extrapolation. Pour la commune, le premier recensement exhaustif entrant dans le cadre du nouveau dispositif a été réalisé en 2008.

En 2022, la commune comptait 230 habitants, en évolution de +1,77 % par rapport à 2016 (Vienne : +0,6 %, France hors Mayotte : +2,11 %).
| 1793 | 1800 | 1806 | 1821 | 1831 | 1836 | 1841 | 1846 | 1851 |
| ---- | ---- | ---- | ---- | ---- | ---- | ---- | ---- | ---- |
| 598  | 528  | 558  | 716  | 707  | 700  | 691  | 716  | 702  |

| 1856 | 1861 | 1866 | 1872 | 1876 | 1881 | 1886 | 1891 | 1896 |
| ---- | ---- | ---- | ---- | ---- | ---- | ---- | ---- | ---- |
| 732  | 685  | 724  | 669  | 688  | 689  | 719  | 716  | 674  |

| 1901 | 1906 | 1911 | 1921 | 1926 | 1931 | 1936 | 1946 | 1954 |
| ---- | ---- | ---- | ---- | ---- | ---- | ---- | ---- | ---- |
| 651  | 663  | 680  | 703  | 651  | 587  | 593  | 550  | 532  |

| 1962 | 1968 | 1975 | 1982 | 1990 | 1999 | 2006 | 2008 | 2013 |
| ---- | ---- | ---- | ---- | ---- | ---- | ---- | ---- | ---- |
| 486  | 426  | 326  | 283  | 226  | 233  | 231  | 230  | 226  |

| 2018 | 2022 | - | - | - | - | - | - | - |
| ---- | ---- | - | - | - | - | - | - | - |
| 225  | 230  | - | - | - | - | - | - | - |

En 2008, selon l’INSEE, la densité de population de la commune était de 7,1 hab./km2, 61 hab./km2 pour le département, 68 hab./km2 pour la région Poitou-Charentes et 115 hab./km2 en France.

## Économie

### Mines et carrières
Le bourg de Haims possède des carrières de pierre toujours en exploitation sur son territoire.

### Agriculture
Selon la direction régionale de l'Alimentation, de l'Agriculture et de la Forêt de Poitou-Charentes, il n'y a plus que douze exploitations agricoles en 2010 contre 20 en 2000.
Les surfaces agricoles utilisées ont diminué et sont passées de 2 673 hectares en 2000 à 1 945 hectares en 2010. 50 % sont destinées à la culture des céréales (blé tendre essentiellement mais aussi orges et maïs), 29 % pour les oléagineux (3/4 en colza et 1/4 en tournesol) et 4 % pour le fourrage.
Les élevages de bovins, d'ovins et de volailles, encore existants en 2000, ont disparu en 2010.

## Culture locale et patrimoine

### Lieux et monuments

#### Patrimoine civil
- La tour de la commanderie de Rouffac au lieudit la Commanderie. C'est une tour qui date du XIIe siècle. Elle est construite en moellon. La commanderie templière est fondée au XIIe siècle et sera rattachée, ultérieurement à celle de Blizon, située de nos jours dans le département voisin de l'Indre. La commanderie tirait ses revenus de ses possessions à savoir des bois, des terres et des habitations. De nombreux bâtiments agricoles, il ne reste rien. De même du logis et de la chapelle. La tour est le seul vestige.
- Le château de Thenet.
- Le gué de Thenet.

#### Patrimoine religieux
- L'église Saint-Michel avec des peintures au plafond. Elle est inscrite à l'Inventaire général du patrimoine culturel[39]. Elle date des XIe, XIIIe, XVe et XIXe siècles. Le portail sud dont l'arc est en plein cintre, est souligné d'une moulure simple. les chapiteaux des deux colonnes latérales sont sculptés en faible relief de feuillage et d'animaux affrontés. Cette ouverture réaménagée au XVe siècle, présente à l'intérieur, un tympan monolithique avec un arc en accolade. Le clocher-porche abrite deux cloches dont l'une date de 1520. Peu de cloches aussi anciennes existent dans le Poitou, les cloches ayant été fondues lors des périodes troubles pour faire des armes, notamment pendant les guerres de Religion et pendant la période révolutionnaire. Une inscription de 1322 et une autre de 1420 indiquent la réalisation de travaux. Le chœur de l'église est réaménagé et décoré au milieu du XVIIIe siècle. De petits cadres moulurés présentent les quatre docteurs de l’Église latine, à savoir saint Jérôme, saint Grégoire, saint Augustin et saint Ambroise. Ils constituent un exemple rare de peinture religieuse réalisée par un artiste local au XVIIIe siècle en Poitou. La nef de l'église était initialement charpentée. Elle a été voûtée d'un berceau brisé. En 1890-1891, la voûte est peinte, renouant, ainsi, de façon naïve, avec la tradition médiévale. Le cycle de l'enfance du Christ, les Évangélistes, saint Hilaire et sainte Radegonde, saint Michel sont représentés. La Crucifixion occupe le mur ouest de la nef. Des inscriptions complètent cet ensemble peint.
- Chökhor Ling, monastère gelugpa.

#### Patrimoine naturel
Cinq sites ont été classées zones naturelles d'intérêt écologique, faunistique et floristique (ZNIEFF), couvrant 20 % du territoire de la commune:
- Le Paradis.
- Les brandes de La Pierre Là.
- Les essarts de L'Etang Fondu.
- La vallée du Salleron.
- Brandes d'Haims.

Les habitats naturels suivants sont protégés par la directive Habitats-Faune-Flore sur 14 % de la surface communale : les brandes de la Pierre-Là et la vallée du Salleron.

##### Les brandes de la Pierre Là
Les brandes de la Pierre Là sont classées comme zone naturelle d’intérêt écologique, faunistique et floristique. Elles sont situées dans l’angle sud-oriental du département de la Vienne.
Les brandes forment un vaste ensemble de milieux et de paysages caractéristiques et constituent une mosaïque d’habitats semi-naturels hérités de pratiques agricoles, sylvicole et pastorales ancestrales. Les landes étaient, autrefois entretenues par des incendies réguliers et  des mares étaient creusées pour permettre le développement de prairies maigres et ainsi permettre l’élevage ovin. Ces milieux originaux ont subi depuis des décennies des altérations irréversibles qui font craindre leur disparition à brève échéance :
- disparition des landes par un défrichement  systématique  afin de favoriser une mise en culture,
- embroussaillement par dynamique naturelle de reconstitution de la forêt d’origine avec la cessation des pratiques ancestrales de gestion (pâturage, incendies) et le dépeuplement des campagnes.
- destruction des zones humides ou tourbeux par le drainage ou la création de plans d’eau de loisirs,
- développement d’une sylviculture plus ou moins intensive qui se caractérise par l’introduction d’essences exotiques  telles que le chêne rouge d’Amérique, ou des résineux,
- création d’enclos à gibier.

Les milieux aquatiques subissent également des pressions plus ou moins fortes : épandage d’engrais pour les besoins de la pisciculture, prolifération des ragondins qui détruisent les roselières épuratrices de l’eau, densités trop élevées de poissons fouisseurs, mise en culture du fond des étangs lors de leur assec traditionnel.
Malgré tous ces facteurs d’évolution alarmants sur l’avenir des brandes, les brandes de la Pierre Là sont encore un conservatoire d’espèces rares et fragiles : 16 végétaux sont protégés ainsi que  15 espèces d’oiseaux.
La lande abrite la Bruyère à balais et l’Ajonc nain. D’autres habitats plus ponctuels tels que les dépressions tourbeuses  cache le Rhynchospore. Les mares et les étangs sont favorables au Flûteau nageant. D’autres végétaux  trouvent refuges dans ces milieux :
- Bugle occidentale,
- Centenille naine,
- Cicendie filiforme,
- Cicendie fluette,
- Droséra à feuilles rondes,
- Gentiane pneumonanthe,
- Glaïeul d’Illyrie,
- Grassette du Portugal,
- Laser à feuilles larges,
- Phalangère bicolore,
- Phalangère à fleurs de lis,
- Pilulaire,
- Porcelle à feuilles tachetées,
- Violette laiteuse.

Les prairies maigres qui relient entre eux les divers noyaux de landes sont d’une grande importance pour l’avifaune : c’est là que nichent en effet plusieurs limicoles menacés que chassent diverses espèces de rapaces nichant dans les landes. Elles accueillent le cortège complet des oiseaux typiques de ce milieu en région centre-atlantique. Le promeneur attentif et silencieux pourra ainsi observer :
- Bouvreuil pivoine,
- Busard cendré,
- Busard Saint-Martin,
- Caille des blés,
- Circaète Jean-le-Blanc,
- Courlis cendré,
- Engoulevent d’Europe,
- Fauvette pitchou,
- Grue cendrée,
- Huppe fasciée,
- Milan noir,
- Œdicnème criard,
- Pie-grièche écorcheur,
- Pipit rousseline,
- Vanneau huppé.

Les brandes de la Pierre Là  sont aussi un repère pour deux espèces protégés d’amphibiens:  le Crapaud calamite et la Rainette verte.

##### La vallée du Salleron
La vallée du Salleron est un site classé zone naturelle d'intérêt écologique, faunistique et floristique (ZNIEFF). Le site intègre une grande partie du cours de la rivière qui est  un affluent de l’Anglin ainsi que ses affluents. Le Salleron est une petite rivière d’eaux vives avec une forte dénivellation depuis ses sources jusqu’à la confluence avec l’Anglin. Ses eaux sont de bonne qualité et bien oxygénées. Son lit est riche en sédiments grossiers (sables et graviers). Son bassin versant est à dominante forestière et bocagère et il est encore peu touché par l’intensification agricole.
L’intérêt biologique du site, qui justifie son classement et sa protection, réside dans la présence importante de la Lamproie de Planer qui est un poisson menacé de disparition  dans toute l’Europe. La Lamproie de Planer exige des eaux de très bonne qualité et des sédiments à granulométrie moyenne à grossière pour vivre et se reproduire.
De nos jours, les principales menaces sur cet environnement fragile sont : un ralentissement anormal du courant qui modifierait le tri mécanique des sédiments, ou une pollution chimique (toxiques, métaux lourds) ou organique (eutrophisation par surcharge des eaux en nutriments provoquant une pullulation d’algues et une réduction de l’oxygène dissous). La création d’étangs destinés à la pêche le long du cours du Salleron constitue un risque important du aux vidanges des étangs. Elles pourraient, en effet, transférer des maladies aux lamproies, provoquer un réchauffement des eaux du Salleron et introduire des espèces piscicoles exotiques. De même, la transformation des prairies naturelles du bassin versant en cultures céréalières intensives pourrait avoir d’importantes répercussions sur la balance trophique et sédimentaire des eaux (apport d’engrais et de produits phytosanitaires), voire, en cas d’irrigation, sur les débits en période d’étiage.
La présence d’une petite population de Cistude d’Europe, une espèce de tortue, est un autre facteur important justifiant la protection du site. Cette tortue aquatique connaît, en effet, un déclin alarmant dans toute l’Europe de l’Ouest. Elle est victime de la disparition des zones humides ou de leur fragmentation, de la dégradation de la qualité des eaux et de l’introduction d’espèces exotiques comme la Tortue de Floride, les écrevisses américaines, ou le ragondin.

##### Arbre remarquable
- Selon l'Inventaire des arbres remarquables de Poitou-Charentes[41], il y a un arbre remarquable sur la commune qui est le tilleul d'Henri IV à Thenet.

### Personnalités liées à la commune
- L'ethnologue français Jean Poirier († 2009) est né à Haims le 4 juin 1921.
- André Rossignol est né à Haims, le 16 décembre 1917. Il est le créateur des Éditions Rossignol avec son épouse Madelaine Rossignol

### Articles de Wikipédia
- Liste des communes de la Vienne
- Liste des anciennes communes de la Vienne

## Sources